# Mezinárodní letiště Zvarthnoc
Mezinárodní letiště Zvarthnoc (IATA: EVN, ICAO: UDYZ, arménsky Զվարթնոց Միջազգային Օդակայան) je největší mezinárodní letiště v Arménii. Nachází se u města Zvarthnoc, asi 12 km západně od hlavního města, Jerevanu. Letiště bylo postaveno v roce 1971.
Letiště je schopno přijímat i větší letadla jako například Antonov An-124, Boeing 747-400 nebo Airbus A380.

## Terminály
Na letišti se nachází 3 terminály:
Terminál 1 (uzavřen)
Byl postaven v roce 1971; v roce 2011 byl uzavřen kvůli trhlinám v betonu. Uvažovalo se o jeho stržení, ale
nakonec byl zachován a je díky své jedinečné architektuře veden jako národní památka.
Terminál 2
Moderní terminál, který může sloužit až pro 3,5 milionu cestujících ročně. První patro slouží pro přílety, odbavovací odletová hala se nachází ve 2. patře, pod velmi vysokým proskleným stropem. Má 42 odbavovacích přepážek, které jsou vybaveny moderní technologií. Nachází se zde osm nástupních bran: pět s nástupními mosty a tři brány pro převoz autobusem. Pro cestující je na letišti k dispozici několik obchodů, kavárna a odpočinková zóna.
VIP terminál

## Historie
Původní terminál byl postaven především s ohledem na vnitrostátní dopravu v Sovětském svazu. Po rozpadu Sovětského svazu v roce 1991 neustále rostl počet leteckých zásilek, což vedlo k výstavbě nového nákladního terminálu. Ten byl postaven roku 1998 a zvládne odbavit asi 100 tisíc tun nákladu ročně.
V roce 2001 byla podepsána smlouva na 30 let o koncesi pro argentinskou společnost Armenia International Airports CJSC, kterou vlastní podnikatel Eduardo Eurnekian. V rámci této dohody bylo letiště zrekonstruováno a rozšířeno především o zmíněný osobní terminál, aby mohlo sloužit cestovnímu ruchu a obchodu mezi Asií a Evropou. Tyto práce začaly v roce 2004.
30. ledna 2013 bylo vyhlášeno jako nejlepší letiště ve Společenství nezávislých států.

### Statistiky letiště
|                             | 2005      | 2006      | 2007      | 2008      | 2009      | 2010      | 2011      | 2012      | 2013      | 2014      | 2015      |
| --------------------------- | --------- | --------- | --------- | --------- | --------- | --------- | --------- | --------- | --------- | --------- | --------- |
| Celkový počet cestujících   | 1 111 400 | 1 125 698 | 1 387 002 | 1 480 000 | 1 447 397 | 1 612 016 | 1 600 891 | 1 691 815 | 1 691 710 | 2 045 058 | 1 879 667 |
| Odlétající cestující        | 546 000   | 562 825   | 698 614   | 751 310   | 729 835   | 816 866   | 807 953   | 845 700   | 830 000   | 1 019 765 | 944 373   |
| Přilétající cestující       | 547 400   | 562 873   | 688 388   | 628 690   | 717 562   | 795 150   | 792 944   | 846 115   | 861 710   | 1 025 293 | 935 294   |
| Celkový počet nákladu (tun) | 9 119     | 9 276     | 10 004    | 10 774    | 8 400     | 8 800     | 10 014    | 12 251    | 10 361    | 10 345    | 10 123    |
| Vyvezený náklad (tun)       | 3 701     | 4 080     | 3 515     | 4 000     | 3 100     | 3 300     | 4 741     | 6 687     | 6 109     | 6 450     | 6 607     |
| Dovezený náklad (tun)       | 5 418     | 5 196     | 6 489     | 6 700     | 5 200     | 5 500     | 5 273     | 5 564     | 4 252     | 3 895     | 3 516     |
| Počet pohybů letadel        | 6 897     | 6 746     | 7 953     | 8 624     | 8 699     | 9 783     | 9 858     | 10 392    | 8 721     | 10 409    | 9 012     |

## Galerie

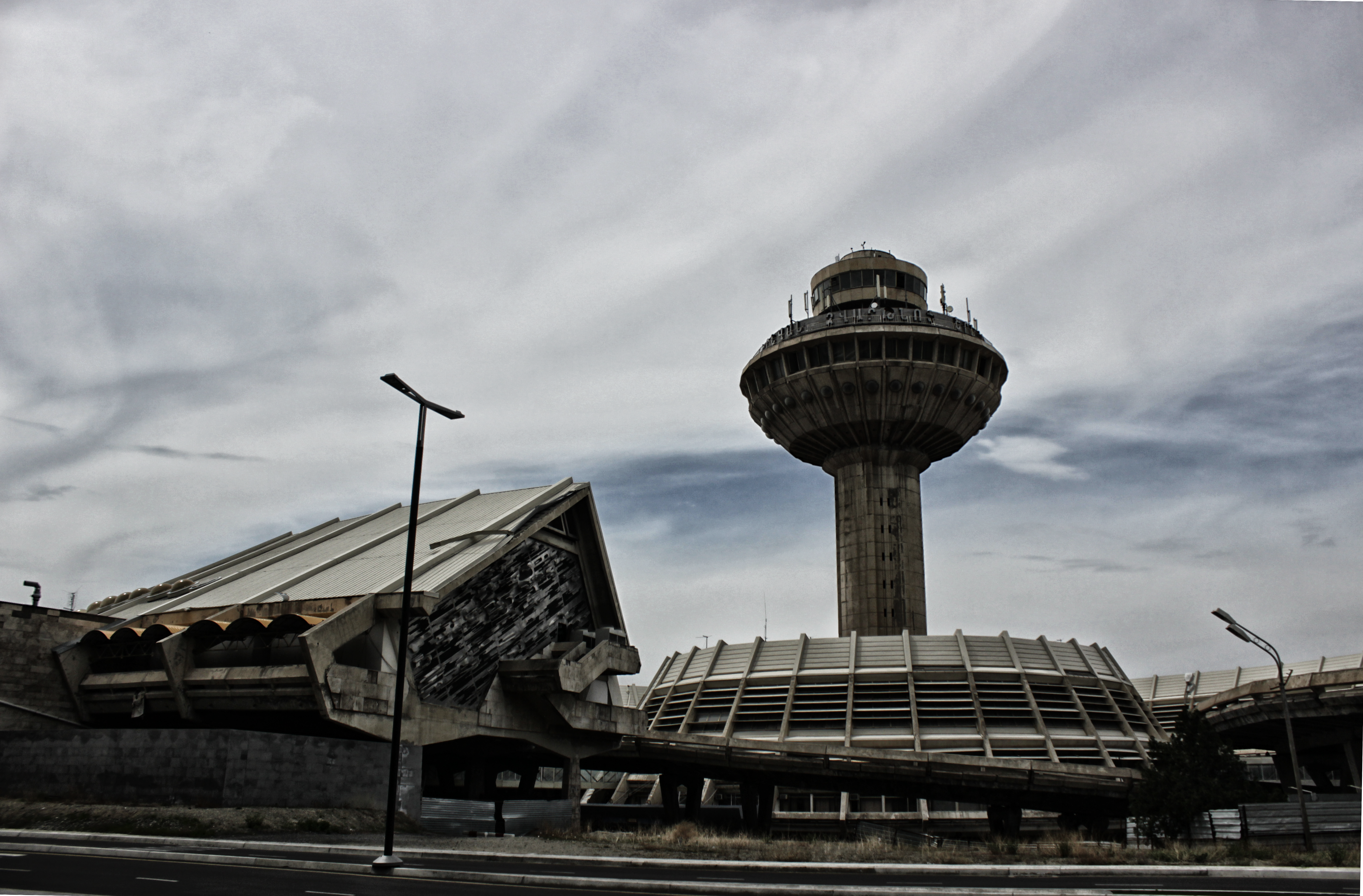
Terminál 1 (starý)
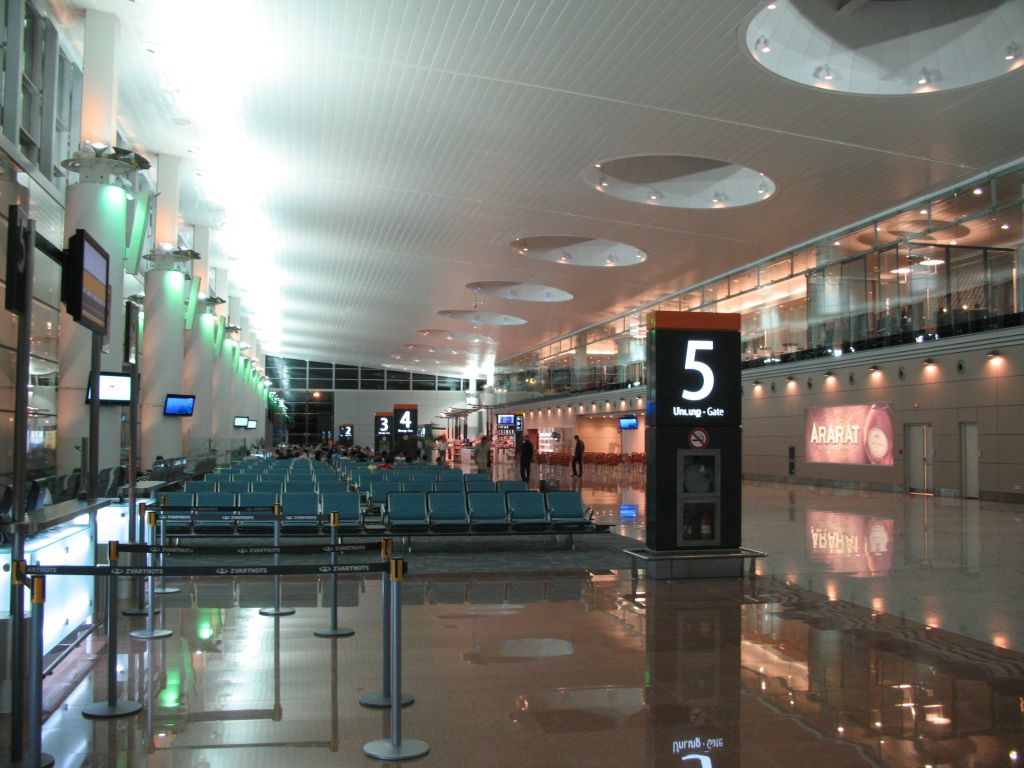
Terminál 2 (nový)
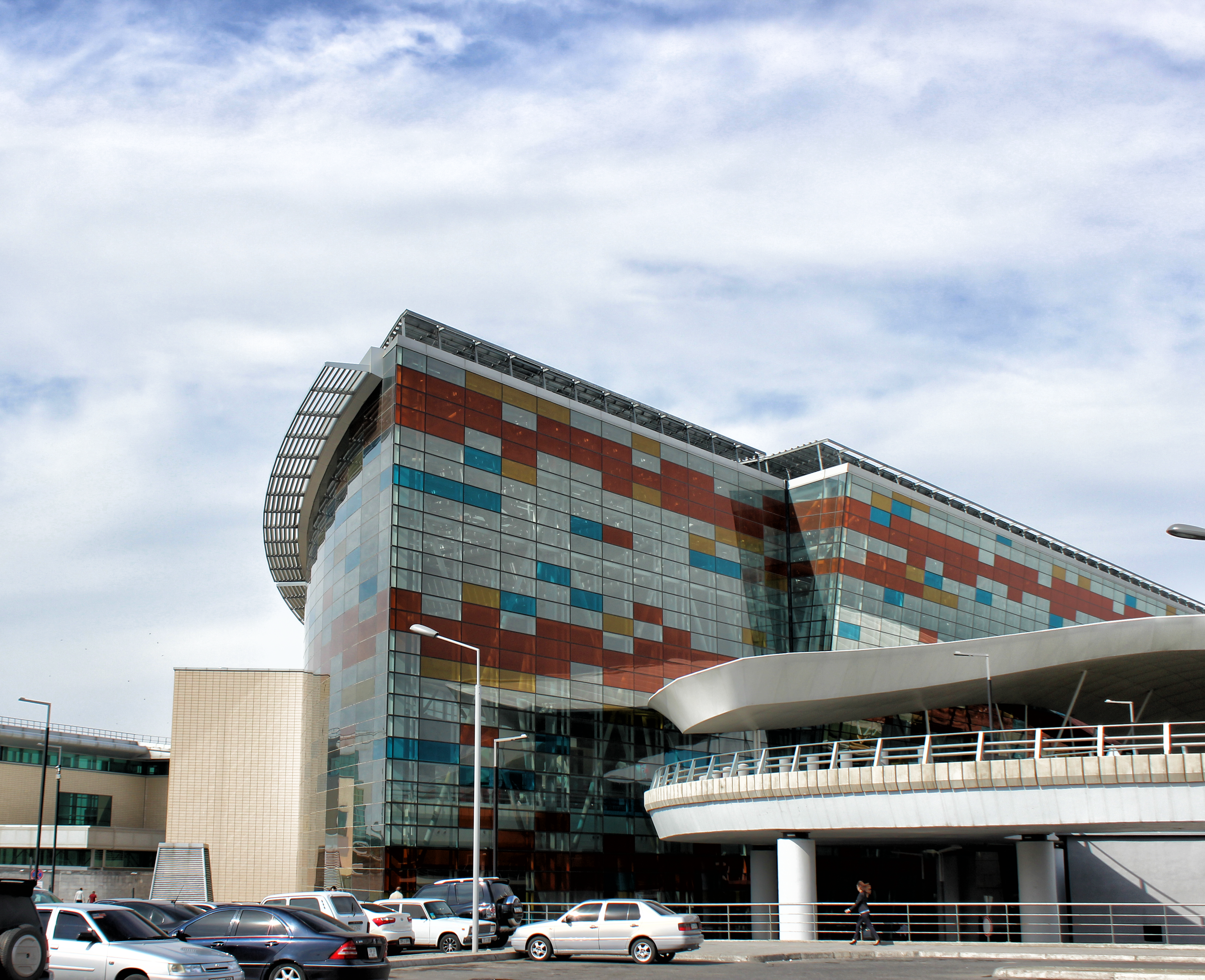
Terminál 2 - exteriér
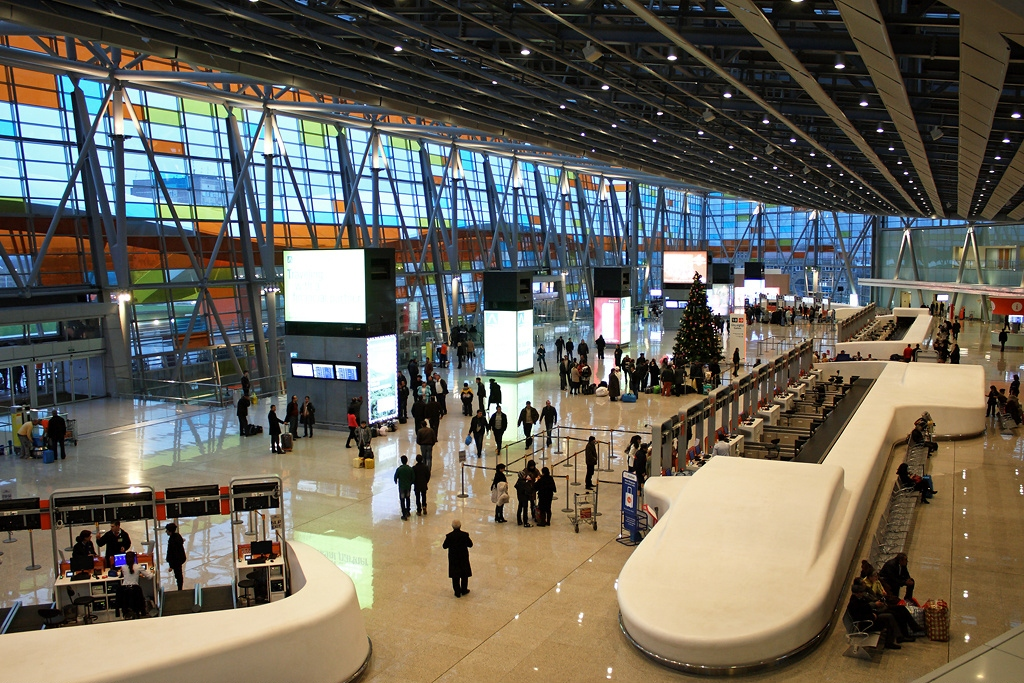
Interiér letištní haly